# Gang xám
Gang xám (tiếng Anh: gray iron, gray cast iron) là một loại gang có tổ chức tế vi graphit. Gang xám được đặt tên theo màu xám của vết nứt trong cấu trúc hợp kim do sự hiện diện của graphit (than chì). Đây là loại gang phổ biến nhất và là vật liệu đúc được sử dụng rộng rãi nhất dựa trên trọng lượng.
Gang xám thường được sử dụng cho khung vỏ máy móc, do yêu cầu về độ cứng chống uốn (stiffness) quan trọng hơn độ bền kéo, ví dụ như khối xi lanh động cơ đốt trong, vỏ bơm, thân van, hộp điện và khối đúc trang trí. Độ dẫn nhiệt và nhiệt dung riêng của gang xám cao, nên gang xám thường được khai thác để chế tạo dụng cụ nấu ăn bằng gang và rôto phanh dĩa.

## Cấu trúc

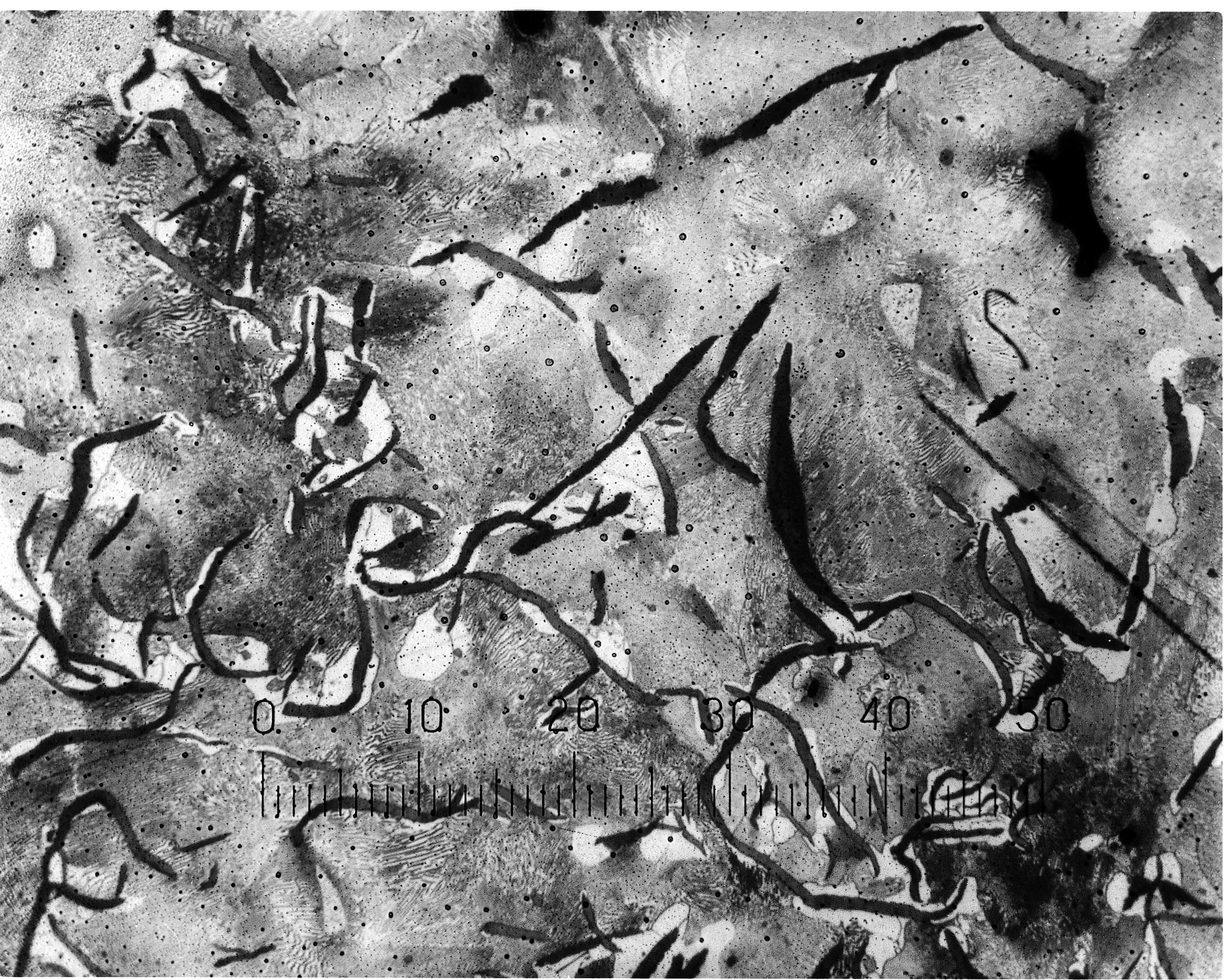
Hình chụp hiển vi cấu trúc gang xám. Graphit nằm rải rác có dạng sợi mảnh màu đen.

Để đạt được tổ chức tế vi graphit, thành phần hóa học điển hình của hợp kim sắt-cacbon (Fe-C) là 2,5 đến 4,0% cacbon và 1 đến 3% silic theo trọng lượng. Graphit có thể chiếm 6 đến 10% khối lượng gang xám. Silic (Si) rất quan trọng để tạo ra gang xám thay vì gang trắng, vì silic là nguyên tố ổn định graphit, giúp tạo ra cấu trúc graphit thay vì cementit (Fe3C) trong hợp kim. Khi nồng độ silic đạt đến 3% khối lượng, hầu như không có carbon tồn tại ở dạng hóa học như cementit. Một yếu tố khác ảnh hưởng đến hiện tượng graphit hóa là tốc độ đông đặc (solidification rate); tốc độ càng chậm, thời gian để cacbon khuếch tán và tách ra tích tụ dưới dạng graphit càng lớn. Tốc độ làm nguội chậm vừa phải giúp tạo thành cấu trúc pearlit (pearlite) nhiều hơn, trong khi tốc độ làm nguội nhanh sẽ tạo thành cấu trúc ferrit (ferritic). Để đạt được cấu trúc ma trận ferrit hoàn toàn, hợp kim phải được ủ nguội (anneal). Quá trình làm nguội nhanh sẽ ngăn chặn quá trình graphit hóa một phần hoặc hoàn toàn; đồng thời, dẫn đến sự hình thành cementit, được gọi là gang trắng.
Graphit trong gang có hình dạng tấm phẳng trong không gian ba chiều. Nếu nhìn ở không gian hai chiều, chẳng hạn như quan sát bề mặt được đánh bóng, sẽ thấy các mảnh graphit xuất hiện dưới dạng sợi mảnh. Độ bền của graphit thấp, vì vậy chúng có thể được coi là lỗ rỗng trong cấu trúc hợp kim. Phần đầu của các tấm phẳng graphit đóng vai trò là các rãnh khuyết có sẵn; ứng suất sẽ tập trung tại những điểm đó và tạo nên tính giòn cho vật liệu. Sự hiện diện của những tinh thể graphit dạng tấm phẳng đó giúp gang xám có đặc tính dễ gia công do có xu hướng gãy dọc theo các tinh thể graphit. Gang xám có khả năng hấp thụ lực (giảm chấn) rất tốt, và do vậy, thường được sử dụng làm phần đế cho máy móc, thiết bị.

## Phân loại
Ở Mỹ, hệ thống phân loại phổ biến nhất đối với gang xám là bộ Tiêu chuẩn Quốc tế ASTM A48. Theo tiêu chuẩn này, gang xám được phân loại dựa theo giới hạn bền kéo (tensile strength), đơn vị là ksi hay x103 psi; ví dụ: gang xám số 20 có giới hạn bền kéo là 20 ksi hoặc 20.000 psi (tương đương 140 MPa). Gang xám số 20 có cấu trúc ferrit và nồng độ cacbon tương đương cao. Gang xám có số càng cao, lên đến 40, có cấu trúc pearlit và nồng độ cacbon tương đương thấp hơn. Trên mức 40, gang xám cần đến quá trình gia cường và luyện nhiệt dung dịch rắn để bổ sung cấu trúc. Gang xám loại 80 là loại cao nhất, nhưng có đặc tính rất giòn. Tiêu chuẩn ASTM A247 cũng thường được sử dụng nhằm mô tả cấu trúc graphit trong hợp kim. Các bộ tiêu chuẩn ASTM khác có liên quan đến gang xám bao gồm: ASTM A126, ASTM A278, and ASTM A319.
Trong ngành công nghiệp xe hơi, bộ Tiêu chuẩn SAE Quốc tế J431 được dùng để xác định bậc (grade) thay vì loại (class) như ASTM. Bậc của gang xám được dựa trên tỉ lệ của giới hạn bền kéo và độ cứng Brinell (HB). Sự khác nhau về môđun đàn hồi kéo của các bậc gang xám thể hiện tỉ lệ graphit có trong gang, vì cấu trúc hợp kim có các tấm phẳng graphit như những vùng rỗng, tại nên tính chất xốp cho vật liệu.
| Loại | Giới hạn bền kéo (ksi) | Giới hạn bền nén (ksi) | Môđun kéo, E (Mpsi) |
| ---- | ---------------------- | ---------------------- | ------------------- |
| 20   | 22                     | 83                     | 10                  |
| 30   | 31                     | 109                    | 14                  |
| 40   | 57                     | 140                    | 18                  |
| 60   | 62.5                   | 187.5                  | 21                  |

| Bậc                                                          | Độ cứng Brinell | t/h† | Mô tả          |
| ------------------------------------------------------------ | --------------- | ---- | -------------- |
| G1800                                                        | 120–187         | 135  | Ferrit-pearlit |
| G2500                                                        | 170–229         | 135  | Pearlit-ferrit |
| G3000                                                        | 187–241         | 150  | Pearlit        |
| G3500                                                        | 207–255         | 165  | Pearlit        |
| G4000                                                        | 217–269         | 175  | Pearlit        |
| †t/h = Tensile strength/Hardness (Giới hạn bền kéo/ Độ cứng) |                 |      |                |

## Ưu–nhược điểm
Gang xám là hợp kim kỹ thuật thông dụng do có chi phí tương đối thấp và tính dễ gia công, nhờ vào những tinh thể graphit giúp làm trơn khi cắt gọt và dễ bể vụn. Gang xám cũng có tính chống mài mòn tốt vì graphit dạng tấm phẳng có tính tự làm trơn. Graphit cũng giúp gang xám có tính hấp thụ lực (giảm chấn) tuyệt vời vì graphit hấp thu năng lượng và chuyển hóa thành nhiệt.
| Tên vật liệu                                       | Độ hấp thụ lực† |
| -------------------------------------------------- | --------------- |
| Gang xám (cacbon tương đương cao)                  | 100–500         |
| Gang xám (cacbon tương đương thấp)                 | 20–100          |
| Gang cầu                                           | 5–20            |
| Gang dẻo                                           | 8–15            |
| Gang trắng                                         | 2–4             |
| Thép                                               | 4               |
| Nhôm                                               | 0.47            |
| †Logarit tự nhiên của tỉ số các cường độ liên tiếp |                 |

Gang xám có tính co ngót khi đông đặc thấp hơn so với các loại gang khác vốn không có tổ chức tế vi graphit. Nguyên tố Silic giúp tăng tính chống ăn mòn và tính chảy loãng khi đúc khuôn. Gang xám cũng được xem là loại vật liệu dễ hàn. So với các loại hợp kim hiện đại khác, gang xám có giới hạn bền kéo và tính kéo sợi thấp. Độ dẻo hay tính dễ kéo sợi (ductility) là khả năng chịu biến dạng dẻo của kim loại trước khi bị phá hủy. Do vậy, gang xám hầu như không có tính bền chịu va đập.